# Bertram (roślina)
Bertram, pierściennik (Anacyclus L.) – rodzaj roślin z rodziny astrowatych. Obejmuje 9 gatunków. Rośliny te występują na obszarze śródziemnomorskim od wysp Makaronezji po Kaukaz oraz w zachodniej Europie. Zasiedlają suche siedliska na piaszczystych pustyniach, skaliste zbocza, siedliska zaburzone – przydroża i wadi.
Uprawiane są jako rośliny ozdobne, także w Polsce. Cztery gatunki przejściowo dziczeją i we florze polskiej mają status efemerofitów: bertram pinezkowaty A. clavatus,  lekarski A. officinarum (≡A. pyrethrum), promienisty A. radiatus i walencki A. valentinus.

## Morfologia

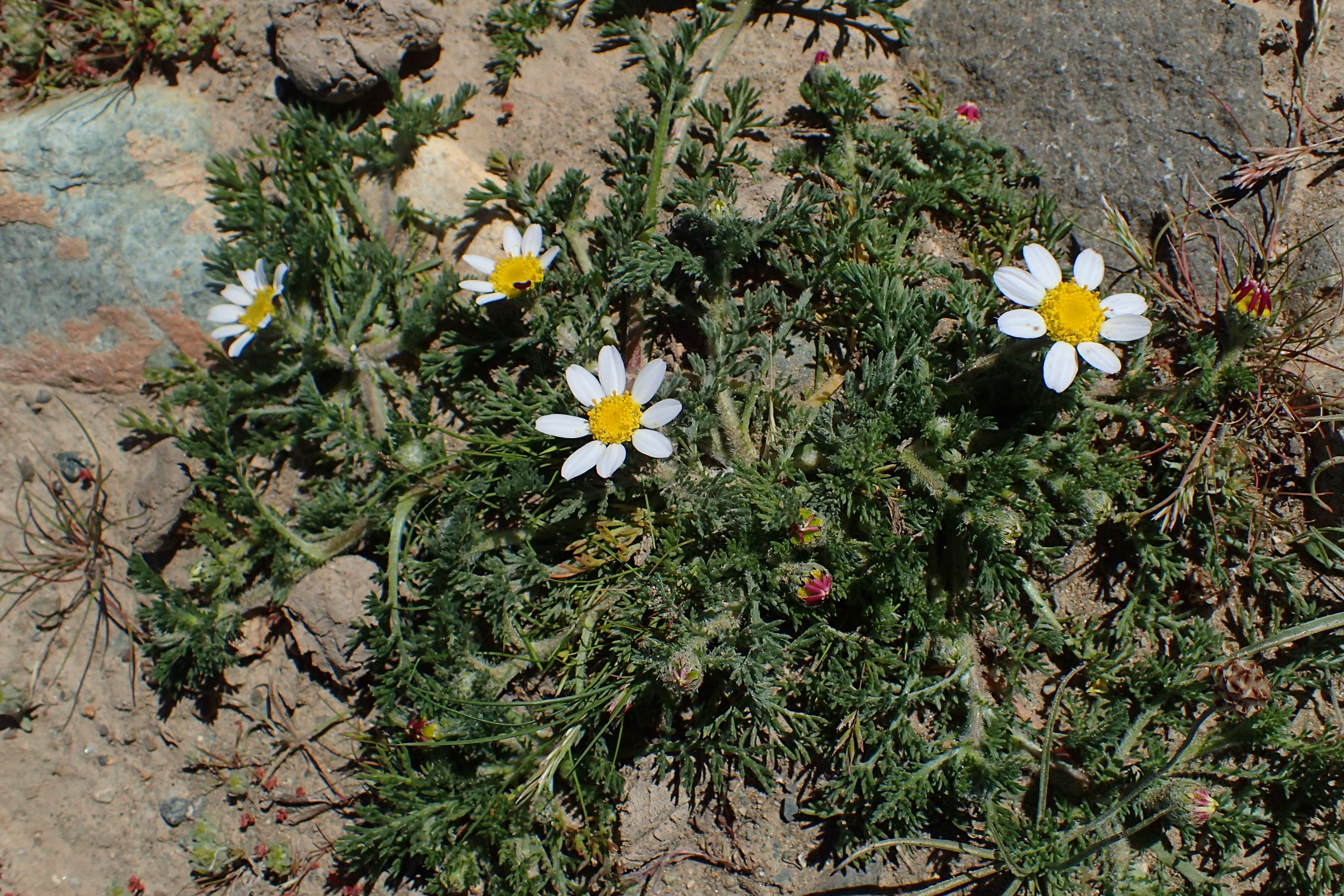
Anacyclus pyrethrum

PokrójRośliny jednoroczne, tylko A. pyrethrum to bylina. Pędy ścielące się lub wzniesione, ale z reguły niskie, nie przekraczające 30 cm wysokości.
LiścieSkrętoległe, u części gatunków tylko odziomkowe, u innych też rozmieszczone wzdłuż łodygi. Ogonkowe, czasem z ogonkiem zredukowanym i niewyróżnialnym. Blaszki 2- i 3-krotnie pierzasto podzielone na wąskie łatki. Nagie lub owłosione, cienkie lub mięsiste (A. linearilobus).
KwiatyZebrane w koszyczki wyrastające pojedynczo na szczytach nierozgałęzionych lub słabo rozgałęzionych pędów. Tylko u A. monanthos koszyczków bywa więcej i są skupione z powodu gęsto rozgałęziającego się pędu. Okrywy są półkuliste, pokryte listkami brązowymi lub zielono-brązowymi. Dno koszyczka jest płaskie lub słabo wypukłe, z łuszczynkami wspierającymi poszczególne kwiaty rurkowe. Kwiaty języczkowe na brzegu koszyczka są zwykle żeńskie (u A. monanthos i A. homogamos są obupłciowe), a rurkowe są obupłciowe. Kwiaty języczkowe są zwykle białe lub białe od góry i w różnym stopniu purpurowo nabiegłe od spodu. Tylko u A. radiatus kwiaty te są żółte, tak jak kwiaty rurkowe wewnątrz koszyczka u wszystkich gatunków.
OwoceSpłaszczone niełupki. Puch kielichowy nieobecny lub zredukowany do łuskowatej korony wieńczącej owoc.

## Systematyka
Pozycja systematyczna według APweb (aktualizowany system APG IV z 2016)
Angiosperm Phylogeny Website adaptuje podział na podrodziny astrowatych (Asteraceae) opracowany przez Panero i Funk w 2002, z późniejszymi uzupełnieniami. Zgodnie z tym ujęciem rodzaj Anacyclus należy do plemienia Anthemideae Cass., podrodziny Asteroideae (Juss.) Chev.
Zaliczane tu trzy gatunki z wschodniej części basenu Morza Śródziemnego (A. anatolicus, A. latealatus i A. nigellifolius) w wyniku analiz filogenetycznych przeklasyfikowane zostały do rodzaju Cota.
Wykaz gatunków
- Anacyclus × bethuriae Rivas Goday & Borja
- Anacyclus ciliatus Trautv.
- Anacyclus clavatus (Desf.) Pers. – bertram pinezkowaty
- Anacyclus homogamos (Maire) Humphries
- Anacyclus inconstans Pomel
- Anacyclus linearilobus Boiss. & Reut.
- Anacyclus × malvesiensis J.L.Lozano
- Anacyclus maroccanus Ball
- Anacyclus monanthos (L.) Thell.
- Anacyclus pyrethrum (L.) Lag. – bertram lekarski[8], b. marunowaty[7]
- Anacyclus radiatus Loisel. – bertram promienisty
- Anacyclus × valentinus L. – bertram walencki